# Liste der Orte im Landkreis Greiz
Diese Liste enthält alle Orte (Städte, Gemeinden und Ortsteile) im thüringischen Landkreis Greiz.
| Ort                               | Gemeinde                    | Einwohner (ca.) |
| --------------------------------- | --------------------------- | --------------- |
| Albersdorf                        | Berga-Wünschendorf          | 150             |
| Altgernsdorf                      | Langenwetzendorf            | 100             |
| Arnsgrün                          | Zeulenroda-Triebes          | 270             |
| Auma, ehemalige Stadt             | Auma-Weidatal               | 2.314           |
| Bad Köstritz, Stadt               | Bad Köstritz                | 3.480           |
| Baldenhain                        | Großenstein                 | 100             |
| Berga/Elster, ehemalige Stadt     | Berga-Wünschendorf          | 2.175           |
| Bernsgrün                         | Zeulenroda-Triebes          | 212             |
| Bethenhausen                      | Bethenhausen                | 215             |
| Birkhausen                        | Harth-Pöllnitz              | 70              |
| Birkigt                           | Harth-Pöllnitz              | 31              |
| Brahmenau                         | Brahmenau                   | 785             |
| Braunichswalde                    | Braunichswalde              | 550             |
| Braunsdorf                        | Auma-Weidatal               | 174             |
| Brückla                           | Hohenleuben                 | 250             |
| Büna                              | Zeulenroda-Triebes          | 50              |
| Burkersdorf                       | Harth-Pöllnitz              | 527             |
| Caaschwitz                        | Caaschwitz                  | 680             |
| Caasen                            | Bethenhausen                | 50              |
| Caselwitz                         | Greiz                       | 40              |
| Chursdorf                         | Seelingstädt                | 350             |
| Clodra                            | Berga-Wünschendorf          | 250             |
| Cossengrün                        | Greiz                       | 420             |
| Crimla                            | Crimla                      | 302             |
| Daßlitz                           | Langenwetzendorf            | 282             |
| Dittersdorf                       | Berga-Wünschendorf          | 60              |
| Dobia                             | Zeulenroda-Triebes          | 150             |
| Döhlen                            | Auma-Weidatal               | 46              |
| Dölau                             | Greiz                       | 959             |
| Dörtendorf                        | Zeulenroda-Triebes          | 186             |
| Endschütz                         | Endschütz                   | 240             |
| Erbengrün                         | Langenwetzendorf            | 130             |
| Eubenberg                         | Greiz                       | 30              |
| Eula                              | Berga-Wünschendorf          | 100             |
| Forstwolfersdorf                  | Harth-Pöllnitz              | 137             |
| Förthen                           | Zeulenroda-Triebes          | 97              |
| Frankenau                         | Reichstädt                  | 120             |
| Friedmannsdorf                    | Seelingstädt                | 100             |
| Frießnitz                         | Harth-Pöllnitz              | 365             |
| Frotschau                         | Zeulenroda-Triebes          | 30              |
| Gablau                            | Greiz                       | 40              |
| Gauern                            | Gauern                      | 132             |
| Geißen                            | Saara                       | 180             |
| Gleina                            | Bad Köstritz                | 130             |
| Göhren                            | Auma-Weidatal               | 85              |
| Gommla                            | Greiz                       | 612             |
| Göttendorf                        | Langenwetzendorf            | 200             |
| Gottesgrün                        | Mohlsdorf-Teichwolframsdorf | 260             |
| Gräfenbrück                       | Weida                       | 100             |
| Greiz, Stadt                      | Greiz                       | 17.487          |
| Grobsdorf                         | Ronneburg                   | 50              |
| Grochwitz                         | Harth-Pöllnitz              | 59              |
| Großbocka                         | Bocka                       | 250             |
| Großdraxdorf                      | Berga-Wünschendorf          | 30              |
| Großebersdorf                     | Harth-Pöllnitz              | 209             |
| Großenstein                       | Großenstein                 | 750             |
| Großkundorf                       | Mohlsdorf-Teichwolframsdorf | 300             |
| Großsaara                         | Saara                       | 250             |
| Grüna                             | Kraftsdorf                  | 150             |
| Gütterlitz                        | Auma-Weidatal               | 189             |
| Hain                              | Langenwetzendorf            | 67              |
| Hainsberg                         | Langenwetzendorf            | 70              |
| Harpersdorf                       | Kraftsdorf                  | 500             |
| Hartmannsdorf                     | Bad Köstritz                | 393             |
| Haselbach                         | Rückersdorf                 | 150             |
| Hilbersdorf                       | Hilbersdorf                 | 125             |
| Hirschbach                        | Langenwetzendorf            | 53              |
| Hirschfeld                        | Hirschfeld                  | 126             |
| Hohenleuben, Stadt                | Hohenleuben                 | 1.425           |
| Hohenölsen                        | Weida                       | 560             |
| Hohndorf                          | Greiz                       | 440             |
| Hundhaupten                       | Hundhaupten                 | 300             |
| Kahmer                            | Mohlsdorf-Teichwolframsdorf | 230             |
| Kaltenborn                        | Kraftsdorf                  | 200             |
| Kauern, bei Ronneburg             | Kauern                      | 408             |
| Kauern, bei Hohenleuben           | Langenwetzendorf            | 60              |
| Kleinbernsdorf                    | Münchenbernsdorf            | 300             |
| Kleinbocka                        | Bocka                       | 250             |
| Kleinkundorf                      | Berga-Wünschendorf          | 100             |
| Kleinreinsdorf                    | Mohlsdorf-Teichwolframsdorf | 400             |
| Kleinsaara                        | Saara                       | 150             |
| Kleinwolschendorf                 | Zeulenroda-Triebes          | 118             |
| Köckritz                          | Harth-Pöllnitz              | 194             |
| Köfeln                            | Harth-Pöllnitz              | 95              |
| Korbußen                          | Korbußen                    | 488             |
| Kraftsdorf                        | Kraftsdorf                  | 800             |
| Krölpa                            | Auma-Weidatal               | 101             |
| Kühdorf                           | Langenwetzendorf            | 75              |
| Kurtschau                         | Greiz                       | 459             |
| Langenwetzendorf                  | Langenwetzendorf            | 1.650           |
| Langenwolschendorf                | Langenwolschendorf          | 860             |
| Läwitz                            | Zeulenroda-Triebes          | 120             |
| Lederhose                         | Lederhose                   | 180             |
| Leiningen                         | Greiz                       | 50              |
| Leitlitz                          | Zeulenroda-Triebes          | 130             |
| Letzendorf                        | Endschütz                   | 120             |
| Lichtenberg                       | Kauern                      | 25              |
| Linda                             | Linda                       | 370             |
| Lindenkreuz                       | Lindenkreuz                 | 250             |
| Loitsch                           | Weida                       | 50              |
| Lunzig                            | Langenwetzendorf            | 100             |
| Markersdorf, bei Berga            | Berga-Wünschendorf          | 150             |
| Markersdorf, bei Gera             | Hundhaupten                 | 70              |
| Mehla                             | Zeulenroda-Triebes          | 306             |
| Meilitz                           | Berga-Wünschendorf          | 100             |
| Mennsdorf                         | Paitzdorf                   | 130             |
| Merkendorf                        | Zeulenroda-Triebes          | 289             |
| Mohlsdorf                         | Mohlsdorf-Teichwolframsdorf | 1.400           |
| Moschwitz                         | Greiz                       | 390             |
| Mosen                             | Berga-Wünschendorf          | 150             |
| Mückern                           | Großenstein                 | 80              |
| Mühlsdorf                         | Kraftsdorf                  | 250             |
| Münchenbernsdorf, Stadt           | Münchenbernsdorf            | 2.700           |
| Muntscha                          | Auma-Weidatal               | 159             |
| Naitschau                         | Langenwetzendorf            | 441             |
| Nauendorf                         | Großenstein                 | 400             |
| Neuärgerniß                       | Langenwetzendorf            | 100             |
| Neudörfel                         | Weida                       | 80              |
| Neuensorga                        | Lederhose                   | 100             |
| Neugernsdorf                      | Langenwetzendorf            | 158             |
| Neumühle/Elster                   | Greiz                       | 421             |
| Neundorf                          | Harth-Pöllnitz              | 113             |
| Niederböhmersdorf                 | Zeulenroda-Triebes          | 293             |
| Niederndorf                       | Kraftsdorf                  | 300             |
| Niederpöllnitz                    | Harth-Pöllnitz              | 943             |
| Nitschareuth                      | Langenwetzendorf            | 237             |
| Nonnendorf                        | Harth-Pöllnitz              | 46              |
| Obergeißendorf                    | Berga-Wünschendorf          | 75              |
| Obergrochlitz                     | Greiz                       | 1.341           |
| Oberndorf                         | Kraftsdorf                  | 400             |
| Pahren                            | Zeulenroda-Triebes          | 324             |
| Paitzdorf                         | Paitzdorf                   | 270             |
| Pansdorf                          | Greiz                       | 60              |
| Pfersdorf                         | Auma-Weidatal               | 48              |
| Piesigitz                         | Zeulenroda-Triebes          | 88              |
| Pohlen                            | Linda                       | 100             |
| Pöllwitz                          | Zeulenroda-Triebes          | 630             |
| Pölzig                            | Pölzig                      | 1.230           |
| Pörsdorf                          | Kraftsdorf                  | 200             |
| Pösneck                           | Berga-Wünschendorf          | 40              |
| Quingenberg                       | Zeulenroda-Triebes          | 17              |
| Raasdorf                          | Greiz                       | 310             |
| Raitzhain                         | Ronneburg                   | 200             |
| Reichardtsdorf                    | Bad Köstritz                | 120             |
| Reichstädt                        | Reichstädt                  | 260             |
| Reinsdorf                         | Greiz                       | 487             |
| Reudnitz                          | Mohlsdorf-Teichwolframsdorf | 950             |
| Reust                             | Rückersdorf                 | 200             |
| Rohna                             | Harth-Pöllnitz              | 71              |
| Ronneburg, Stadt                  | Ronneburg                   | 4.950           |
| Rothenbach                        | Lindenkreuz                 | 50              |
| Rückersdorf                       | Rückersdorf                 | 470             |
| Rüdersdorf                        | Kraftsdorf                  | 800             |
| Rußdorf                           | Hilbersdorf                 | 100             |
| Sachsenroda                       | Pölzig                      | 40              |
| Schömberg                         | Weida                       | 115             |
| Schöna                            | Münchenbernsdorf            | 70              |
| Schönbach                         | Greiz                       | 180             |
| Schönbrunn                        | Zeulenroda-Triebes          | 20              |
| Schüptitz                         | Weida                       | 100             |
| Schwaara                          | Schwaara                    | 147             |
| Schwarzbach                       | Schwarzbach                 | 224             |
| Seelingstädt                      | Seelingstädt                | 870             |
| Seifersdorf                       | Zedlitz                     | 60              |
| Silberfeld                        | Zeulenroda-Triebes          | 102             |
| Sirbis                            | Zedlitz                     | 100             |
| Staitz                            | Auma-Weidatal               | 289             |
| Steinsdorf                        | Weida                       | 420             |
| Stelzendorf                       | Zeulenroda-Triebes          | 90              |
| Struth                            | Harth-Pöllnitz              | 79              |
| Teichwitz                         | Teichwitz                   | 110             |
| Teichwolframsdorf                 | Mohlsdorf-Teichwolframsdorf | 1.350           |
| Tischendorf                       | Auma-Weidatal               | 75              |
| Töppeln                           | Kraftsdorf                  | 500             |
| Tremnitz                          | Greiz                       | 50              |
| Triebes, ehemalige Stadt          | Zeulenroda-Triebes          | 3.024           |
| Tschirma                          | Berga-Wünschendorf          | 145             |
| Uhlersdorf                        | Harth-Pöllnitz              | 59              |
| Untendorf                         | Auma-Weidatal               | 55              |
| Untergeißendorf                   | Berga-Wünschendorf          | 30              |
| Untergrochlitz                    | Greiz                       | 105             |
| Untitz                            | Berga-Wünschendorf          | 50              |
| Vogelgesang                       | Braunichswalde              | 80              |
| Waltersdorf, bei Münchenbernsdorf | Lindenkreuz                 | 180             |
| Waltersdorf, bei Berga            | Mohlsdorf-Teichwolframsdorf | 450             |
| Weckersdorf                       | Zeulenroda-Triebes          | 215             |
| Weida, Stadt                      | Weida                       | 7.780           |
| Weißendorf                        | Weißendorf                  | 333             |
| Wellsdorf                         | Langenwetzendorf            | 130             |
| Wenigenauma                       | Auma-Weidatal               | 158             |
| Wernsdorf                         | Berga-Wünschendorf          | 160             |
| Wetzdorf                          | Harth-Pöllnitz              | 133             |
| Wiebelsdorf                       | Auma-Weidatal               | 63              |
| Wildetaube                        | Langenwetzendorf            | 460             |
| Wittchendorf                      | Langenwetzendorf            | 120             |
| Wöhlsdorf                         | Auma-Weidatal               | 140             |
| Wolfersdorf                       | Berga-Wünschendorf          | 400             |
| Wolfsgefärth                      | Zedlitz                     | 400             |
| Wolfshain                         | Zeulenroda-Triebes          | 70              |
| Wünschendorf/Elster               | Berga-Wünschendorf          | 2.600           |
| Wüstenhain                        | Brahmenau                   | 60              |
| Zadelsdorf                        | Zeulenroda-Triebes          | 147             |
| Zedlitz                           | Zedlitz                     | 100             |
| Zeulenroda, ehemalige Stadt       | Zeulenroda-Triebes          | 11.000          |
| Zickra, bei Auma                  | Auma-Weidatal               | 45              |
| Zickra, bei Berga                 | Berga-Wünschendorf          | 100             |
| Zoghaus                           | Langenwetzendorf            | 307             |
| Zossen                            | Berga-Wünschendorf          | 70              |
| Zschippach                        | Brahmenau                   | 160             |
| Zschorta                          | Berga-Wünschendorf          | 30              |
| Zwirtzschen                       | Seelingstädt                | 80              |

## Weitere Ortsteile
- Zu Bad Köstritz gehört das Dorf Pohlitz, das mit der Stadt zusammengewachsen ist. Zum Ortsteil Hartmannsdorf gehört der Weiler Dürrenberg.
- Zum Stadtteil Berga/Elster der Stadt Berga-Wünschendorf gehört der Ortsteil Pöltschen, der mit ihm zusammengewachsen ist. Zum Stadtteil Wünschendorf/Elster gehören die Orte Cronschwitz, Mildenfurth und Veitsberg, die mit Wünschendorf zusammengewachsen sind.
- Brahmenau entstand aus dem Zusammenschluss der aneinandergewachsenen Dörfer Culm, Groitschen und Waaswitz.
- Zu Endschütz gehört die Siedlung Jährig.
- Zum Greizer Stadtteil Moschwitz gehören die Mühlenhäuser sowie die Siedlungen Krellenhäuser und Lindenhäuser, zum Stadtteil Kurtschau die Siedlung Neukurtschau, zum Stadtteil Dölau die Siedlungen Sachswitz und Rothenthal, zum Stadtteil Gommla das Anwesen Pommeranz, zum Stadtteil Reinsdorf der Ort Waltersdorf und zum Stadtteil Neumühle/Elster gehören neben der Siedlung Neumühle die Bretmühle, die Grüne Eiche, der Knottengrund, die Krebsmühle, die Lehnamühle und der Neuhammer. Zu Greiz selbst gehören des Weiteren die Orte Aubachtal, Pohlitz mit Herrenreuth, Irchwitz mit St. Adelheid, Thalbach und Schönfeld, die mit der Stadt zusammengewachsen sind.
- Zu dem größtenteils abgebaggerten Kauerner Ortsteil Lichtenberg gehört Loitzsch, das 1939 in den Ort eingemeindet wurde. Außerdem gehört die Gemarkung des abgebaggerten Ortes Gessen zur Gemeinde Kauern.
- Zu Korbußen gehört das Dorf Pöppeln, das mit Korbußen zusammengewachsen ist.
- Zum Kraftsdorfer Ortsteil Rüdersdorf gehört der Ort Stübnitz, der mit Rüdersdorf zusammengewachsen ist.
- Zu Mohlsdorf-Teichwolframsdorf gehört der Ort Herrmannsgrün, der mit dem Ortsteil Mohlsdorf zusammengewachsen ist. Außerdem gehören die Gehöfte Eichberg, Haide, Waldhaus und Neudeck zur Gemeinde. Zum Ortsteil Teichwolframsdorf gehören Sorge-Settendorf und Zaderlehde. Zum Ortsteil Waltersdorf gehört Rüßdorf, das mit Waltersdorf zusammengewachsen ist.
- Zu Münchenbernsdorf gehört die Siedlung Kanada.
- Zu Pölzig gehört der Ort Beiersdorf, der mit Pölzig zusammengewachsen ist sowie die Gehöfte Unterau und Wüstenroda.
- Zum Reichstädter Ortsteil Frankenau gehört der Ort Thal, der mit Frankenau zusammengewachsen ist.
- Zu Ronneburg gehört der größtenteils abgebaggerte Ort Friedrichshaide, der mit der Stadt verschmolz, und zum Ronneburger Ortsteil Raitzhain gehört die Siedlung Neuholland. Außerdem gehört die Gemarkung des abgebaggerten Ortes Schmirchau zur Stadt Ronneburg.
- Zu Seelingstädt gehört die Siedlung am Bahnhof Seelingstädt.
- Zu Weida gehören die Dörfer Deschwitz und Liebsdorf, die mit der Stadt zusammengewachsen sind und das Gehöft Kleindraxdorf. Des Weiteren zählen die Ansiedlungen Horngrund und Ölsengrund als Ortsteile zur Stadt.
- Zu Zeulenroda in Zeulenroda-Triebes gehören die Dörfer Märien und Meinersdorf, die mit der Stadt zusammengewachsen sind.

- Karte mit allen verlinkten Seiten:
- OSM |
- WikiMap